# Почётные звания Узбекистана
Почётные звания Республики Узбекистан — государственные награды, учреждённые для признания заслуг перед обществом в разных сферах государственной и общественной деятельности.
Присвоение почётных званий регулируется законами Узбекистана от 22 декабря 1995 года № 176-I «О государственных наградах» и от 26 апреля 1996 года № 226-I «Об учреждении почётных званий Республики Узбекистан».
Список почётных званий установлен законом «Об учреждении почётных званий Республики Узбекистан» и включает в себя 34 почётных звания, в том числе 8 званий категории «народный», 25 званий в категории «заслуженный» и звание «Гордость Узбекистана».

## Почётные звания
| Нагрудный знак | Звание | Дата учреждения | Основания для присвоения |
| -------------- | --- | --------------- | --- |
|                | Заслуженный деятель искусств Республики Узбекистан узб. O‘zbekiston Respublikası sa'nat arbobi                                                                              | 6 июня 1996     | Присваивается представителям творческих профессий, имеющим заслуги в области литературы и искусства, а также подготовке и воспитании творческих кадров, за создание произведений, имеющих высокую художественную ценность, а также народным умельцам за создание выдающихся произведений народного творчества. |
|                | Заслуженный деятель науки Республики Узбекистан узб. O‘zbekiston Respublikası fan arbobi                                                                                    | 6 июня 1996     | Присваивается учёным за выдающиеся труды в области науки и техники, за заслуги в продвижении научных достижений и подготовке научных кадров и высококвалифицированных специалистов для народного хозяйства республики. |
|                | Гордость Узбекистана узб. O‘zbekiston iftixori | 28 августа 1998 | Присваивается победителям спортивных соревнований уровня чемпионатов мира и Олимпийских игр, которые своими победами способствовали росту престижа, чести и славы своей страны. |
|                | Народный артист Республики Узбекистан узб. O‘zbekiston Respublikası xalq artisti                                                                                            | 6 июня 1996     | Присваивается выдающимся деятелям искусства за заслуги в развитии театра, музыки, кино, эстрады, цирка, телевидения и радиовещания, а также в подготовке и воспитании творческих кадров. |
|                | Народный бахши Республики Узбекистан узб. O‘zbekiston Respublikası xalq baxshisi                                                                                            | 26 мая 2000     | Присваивается гражданам Узбекистана за заслуги в развитии народного певческого искусства и фольклора. |
|                | Народный писатель Республики Узбекистан узб. O‘zbekiston Respublikası xalq yozuvchisi                                                                                       | 6 июня 1996     | Присваивается писателям, драматургам, критикам и ученым-литературоведам за заслуги в развитии литературы и создание выдающихся художественных произведений. |
|                | Народный художник Республики Узбекистан узб. O‘zbekiston Respublikası xalq rassomi                                                                                          | 6 июня 1996     | Присваивается выдающимся деятелям изобразительного искусства за заслуги в развитии живописи, графики, скульптуры, декоративно-прикладного, театрального искусства и кино. |
|                | Народный мастер Республики Узбекистан узб. O‘zbekiston Respublikası xalq ustasi                                                                                             | 1 мая 1998      | Присваивается народным умельцам за заслуги в развитии народных художественных промыслов и прикладного искусства, национальной культуры и воспитание талантливой молодежи. |
|                | Народный поэт Республики Узбекистан узб. O‘zbekiston Respublikası xalq shoiri                                                                                               | 6 июня 1996     | Присваивается поэтам за заслуги в развитии литературы и создание выдающихся поэтических произведений. |
|                | Народный учитель Республики Узбекистан узб. O‘zbekiston Respublikası xalq o‘qituvchisi                                                                                      | 6 июня 1996     | Присваивается учителям и преподавателям образовательных учреждений всех типов, а также работникам учреждений народного образования за заслуги в обучении и воспитании детей и молодежи. |
|                | Народный хофиз Республики Узбекистан узб. O‘zbekiston Respublikası xalq hofizi                                                                                              | 6 июня 1996     | Присваивается певцам за высокое исполнительское мастерство, освоение и развитие как классического, так и традиционного музыкально-поэтического искусства. |
|                | Заслуженный работник коммунальной, бытовой и торговой сферы Республики Узбекистан узб. O‘zbekiston Respublikası kommunal, maishiy va savdo sohasida xizmat ko‘rsatgan xodim | 6 июня 1996     | Присваивается работникам жилищно-коммунального хозяйства и сферы обслуживания за заслуги в деле улучшения обслуживания населения. |
|                | Заслуженный работник связи Республики Узбекистан узб. O‘zbekiston Respublikasida xizmat ko‘rsatgan aloqa xodimi                                                             | 6 июня 1996     | Присваивается работникам связи за заслуги в развитии и совершенствовании средств связи и образцовое обеспечение всеми её видами народного хозяйства страны. |
|                | Заслуженный артист Республики Узбекистан узб. O‘zbekiston Respublikasida xizmat ko‘rsatgan artist                                                                           | 6 июня 1996     | Присваивается представителям творческих профессий за заслуги в развитии искусства и воспитание творческих кадров. |
|                | Заслуженный геолог Республики Узбекистан узб. O‘zbekiston Respublikasida xizmat ko‘rsatgan geolog                                                                           | 30 ноября 2020  | Присваивается высококвалифицированным геологам, инженерно-техническим работникам сферы геологии, геофизики, гидрогеологии, топографо-геодезии, опытным специалистам научно-исследовательских и образовательных учреждений за большие заслуги в развитии геологии и разведки недр, расширении геологоразведочного производства, создании и укреплении минерально-сырьевой базы, открытии и передаче в промышленное освоение месторождений полезных ископаемых, разработке и внедрении экологически чистых передовых и инновационных технологий при проведении геологоразведочных работ и добыче полезных ископаемых, подготовке для отрасли кадров, обладающих глубокими знаниями. |
|                | Заслуженный наставник молодёжи Республики Узбекистан узб. O‘zbekiston Respublikasida xizmat ko‘rsatgan yoshlar murabbiysi                                                   | 6 июня 1996     | Присваивается работникам и специалистам народного хозяйства за заслуги в обучении подрастающего поколения профессиональным навыкам и трудовой культуре. |
|                | Заслуженный журналист Республики Узбекистан узб. O‘zbekiston Respublikasida xizmat ko‘rsatgan jurnalist                                                                     | 6 июня 1996     | Присваивается журналистам и работникам издательств, отличившихся в творческой и организаторской деятельности, за заслуги в развитии печати. |
|                | Заслуженный ирригатор Республики Узбекистан узб. O‘zbekiston Respublikasida xizmat ko‘rsatgan irrigator                                                                     | 6 июня 1996     | Присваивается работникам организаций, занимающихся гидротехническим строительством и эксплуатацией водных ресурсов за заслуги в развитии ирригации и орошаемого земледелия. |
|                | Заслуженный изобретатель и рационализатор Республики Узбекистан узб. O‘zbekiston Respublikasida xizmat ko‘rsatgan ixtirochi va ratsionalizator                              | 6 июня 1996     | Присваивается авторам изобретений и рационализаторских предложений за заслуги в развитии изобретательства и рационализаторства. |
|                | Заслуженный экономист Республики Узбекистан узб. O‘zbekiston Respublikasida xizmat ko‘rsatgan iqtisodchi                                                                    | 6 июня 1996     | Присваивается экономистам и бухгалтерским работникам всех отраслей народного хозяйства за заслуги в подъёме экономики. |
|                | Заслуженный работник культуры Республики Узбекистан узб. O‘zbekiston Respublikasida xizmat ko‘rsatgan madaniyat xodimi                                                      | 6 июня 1996     | Присваивается работникам культурно-просветительских учреждений, средств массовой информации, а также учреждений, связанных с охраной памятников истории и культуры, за заслуги в развитии культуры. |
|                | Заслуженный архитектор Республики Узбекистан узб. O‘zbekiston Respublikasida xizmat ko‘rsatgan me’mor                                                                       | 6 июня 1996     | Присваивается архитекторам за заслуги в развитии национальной архитектуры и градостроительства, а также реставрации архитектурных памятников страны. |
|                | Заслуженный хлопкороб Республики Узбекистан узб. O‘zbekiston Respublikasida xizmat ko‘rsatgan paxtakor                                                                      | 6 июня 1996     | Присваивается работникам сельскохозяйственных предприятий, а также связанных с ними сотрудников учебных, научно-исследовательских и опытных учреждений за заслуги в развитии хлопководства. |
|                | Заслуженный шелковод Республики Узбекистан узб. O‘zbekiston Respublikasida xizmat ko‘rsatgan pillachi                                                                       | 6 июня 1996     | Присваивается работникам шелководческих предприятий, а также связанных с ними сотрудникам учебных, научно-исследовательских и опытных учреждений за заслуги в развитии шелководства. |
|                | Заслуженный работник промышленности Республики Узбекистан узб. O‘zbekiston Respublikasida xizmat ko‘rsatgan sanoat xodimi                                                   | 6 июня 1996     | Присваивается работникам промышленной сферы и, связанных с ними сотрудникам научно-исследовательских и проектно-конструкторских учреждений, за заслуги в развитии промышленности страны |
|                | Заслуженный работник здравоохранения Республики Узбекистан узб. O‘zbekiston Respublikasida xizmat ko‘rsatgan sog‘liqni saqlash xodimi                                       | 6 июня 1996     | Присуждается медицинским работникам за заслуги в развитии здравоохранения республики. |
|                | Заслуженный тренер Республики Узбекистан узб. O‘zbekiston Respublikasida xizmat ko‘rsatgan sport ustozi                                                                     | 6 июня 1996     | Присваивается тренерам, добившихся выдающихся результатов спортсменов, за заслуги в развитии физкультуры и спорта. |
|                | Заслуженный спортсмен Республики Узбекистан узб. O‘zbekiston Respublikasida xizmat ko‘rsatgan sportchi                                                                      | 6 июня 1996     | Присваивается спортсменам за достижение высоких результатов в спорте. |
|                | Заслуженный работник транспорта Республики Узбекистан узб. O‘zbekiston Respublikasida xizmat ko‘rsatgan transport xodimi                                                    | 6 июня 1996     | Присваивается работникам всех видов наземного, воздушного и речного транспорта и, связанных с ними сотрудникам научно-исследовательских и учебных учреждений, за заслуги в развитии транспортной сферы страны, в том числе связанных со строительством и эксплуатацией дорог. |
|                | Заслуженный работник гражданской авиации Республики Узбекистан узб. O‘zbekiston Respublikasida xizmat ko‘rsatgan fuqaro aviatsiyasi xodimi                                  | 27 декабря 1996 | Присваивается работникам и специалистам воздушного транспорта, за заслуги в развитии всех сфер гражданской авиации страны. |
|                | Заслуженный работник народного образования Республики Узбекистан узб. O‘zbekiston Respublikasida xizmat ko‘rsatgan xalq ta’limi xodimi                                      | 6 июня 1996     | Присваивается работникам образовательной сферы за заслуги в развитии народного образования страны. |
|                | Заслуженный животновод Республики Узбекистан узб. O‘zbekiston Respublikasida xizmat ko‘rsatgan chorvador                                                                    | 6 июня 1996     | Присваивается работникам сельского хозяйства и, связанных с ним сотрудникам научно-исследовательских и учебных учреждений, за большой вклад в развитие животноводства. |
|                | Заслуженный юрист Республики Узбекистан узб. O‘zbekiston Respublikasida xizmat ko‘rsatgan yurist                                                                            | 6 июня 1996     | Присваивается юристам, за заслуги в развитии законодательства, укреплении законности и правопорядка, а также развитие правовых наук и подготовку юридических кадров. |
|                | Заслуженный работник сельского хозяйства Республики Узбекистан узб. O‘zbekiston Respublikasida xizmat ko‘rsatgan qıshloq xo‘jalik xodımı                                    | 6 июня 1996     | Присваивается работникам сельскохозяйственного труда и, связанных с ним сотрудникам научно-исследовательских и учебных учреждений, за заслуги в развитии сельского хозяйства страны. |
|                | Заслуженный строитель Республики Узбекистан узб. O‘zbekiston Respublikasıda xızmat ko‘rsatgan quruvchı                                                                      | 6 июня 1996     | Присваивается работникам в области строительства и проектирования и, связанных с ними сотрудникам научно-исследовательских и проектных учреждений, за заслуги в развитии строительства и строительной индустрии страны. |
|                | Заслуженный работник сельского хозяйства Республики Узбекистан узб. O‘zbekiston Respublikasida xizmat ko‘rsatgan qıshloq xo‘jalik xodımı                                    | 6 июня 1996     | Присваивается работникам сельскохозяйственного труда и, связанных с ним сотрудникам научно-исследовательских и учебных учреждений, за заслуги в развитии сельского хозяйства страны. |
|                | Заслуженный предприниматель Республики Узбекистан узб. O‘zbekiston Respublikasıda xızmat ko‘rsatgan tadbirkor                                                               | 6 июня 1996     | Присваивается передовым и инициативным руководителям и учредителям субъектов предпринимательства, которые наладили новые, высокоприбыльные отрасли бизнеса и внесли достойный вклад в экономическое развитие страны и повышение народного благосостояния, по причине широкого внедрения инноваций, возведения современных производственных мощностей, повышения экспортного потенциала, активного привлечения инвестиций, создания новых рабочих мест, а также стали образцом в осуществлении деятельности в сотрудничестве с государством, активно участвовали в социальных проектах и имеют большой опыт в ведении бизнеса.                                                     |